# Harold Farncomb

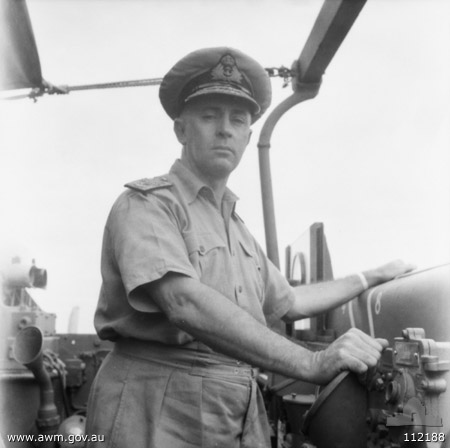
Harold Farncomb

Harold Farncomb OB, DSO, MVO (ur. 28 lutego 1899, zm. 12 lutego 1971) – kontradmirał Royal Australian Navy, pierwszy Australijczyk który otrzymał ten stopień, uczestnik pierwszej i drugiej wojny światowej.
W wieku 13 lat wstąpił do Royal Australian Naval College (RANC), szkołę ukończył z wyróżnieniem. W 1917 otrzymał przydział na angielski pancernik HMS „Royal Sovereign”. W okresie przed i w czasie I wojny światowej służył na szeregu okrętów angielskich i australijskich, w maju 1925 ukończył kurs oficera sztabowego w Wielkiej Brytanii. Był pierwszym dowódcą HMAS „Perth”, funkcję tę pełnił od 29 czerwca 1939 do 6 czerwca 1940.